# إتش. إم. غرين
إتش. إم. غرين هو سياسي أمريكي، (و. 1851  م). انتخب عضو مجلس نواب مينيسوتا ‏.